# موش جنگلی کهتر

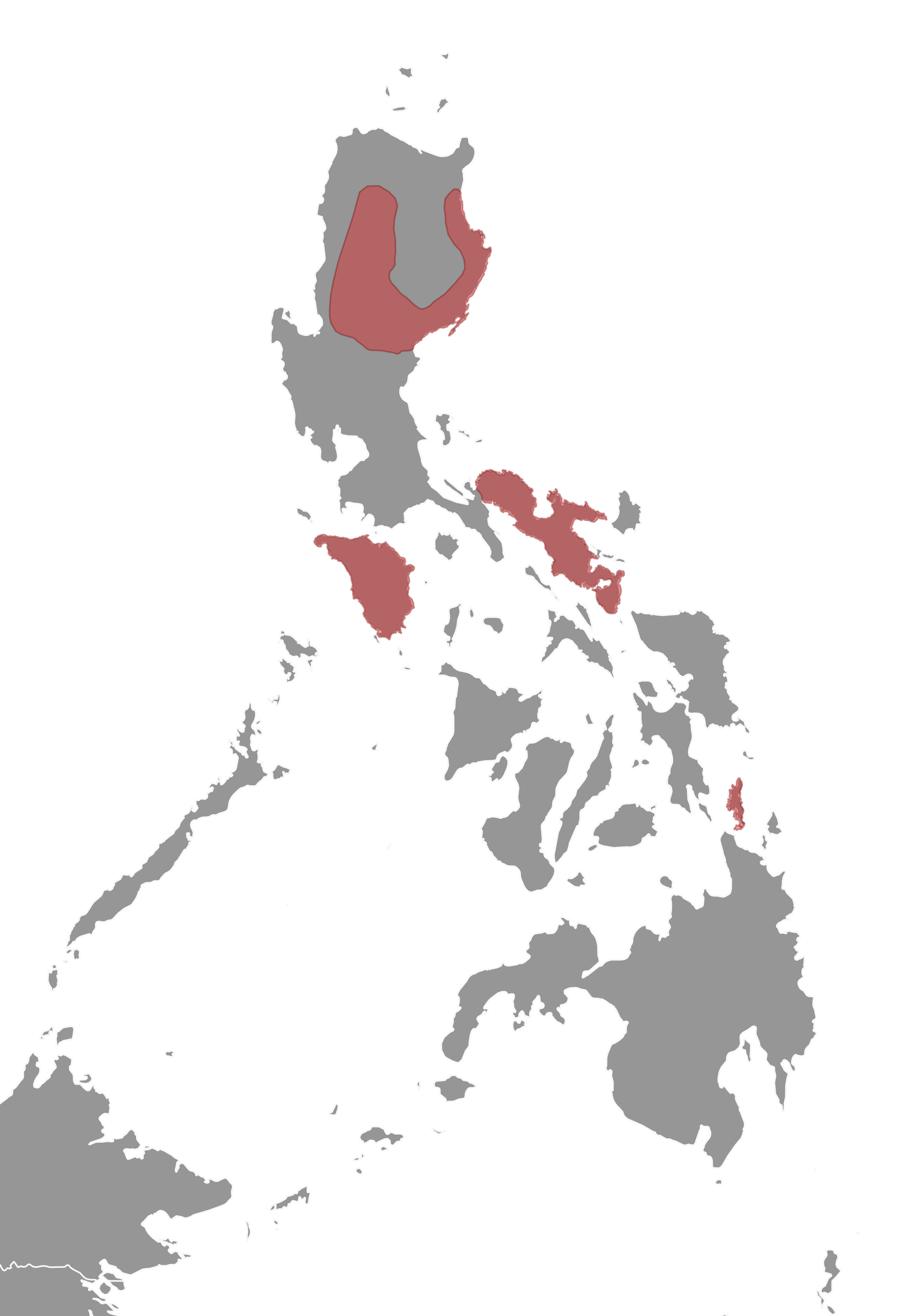
نقشه مناطق زیست موش جنگلی کهتر

موش جنگلی کهتر (نام علمی: Apomys musculus) نام یک گونه از سرده موش‌های جنگلی فیلیپین است.